# Джош Тейлор
Джош Тейлор (англ. Josh Taylor; нар. 2 січня 1991, Престонпанс, Східний Лотіан, Шотландія, Велика Британія) — британський боксер-професіонал, абсолютний чемпіон світу в першій напівсередній ваговій категорії (версії WBA (Super) (2019 — 2022), IBF (2019 — 2022), WBC (2021 — 2022), WBO (2021 — 2023) та The Ring (2019 — 2023)). У 2019 році став переможцем турніру World Boxing Super Series.

## Любительська кар'єра
На чемпіонаті Європи 2011 року в першому поєдинку переміг Каху Пхакадзе, але на наступній стадії програв італійцю Доменіко Валентіно.
Чемпіонат світу 2011
- 1/32 фіналу. Програв Даніяру Єлеусінову (Казахстан) — 11-15

На європейському кваліфікаційному турнірі, що відбувався у Трабзоні, Тейлор переміг Артьомса Рамлавса та Володимира Сараханяна, але у півфіналі поступився Вазгену Сафарянцу. Незважаючи на поразку Тейлор отримав олімпійську ліцензію та став першим шотландцем із часів Річарда Мактаггарта (1960 рік), який представляв Велику Британію на Олімпійських іграх.
Олімпійські ігри 2012
- 1/16 фіналу. Переміг Робсона Консейсао (Бразилія) 13-9
- 1/8 фіналу. Програв Доменіко Валентіно (Італія) 10-15

Виступав за команду «British Lionhearts» у напівпрофесійному турнірі WSB. Там Тейлор 8 грудня 2012 року програв Єрдану Мусафірову, а 2 лютого 2013 року він програв Доменіко Валентіно.
На чемпіонаті Європи 2013 року в першому поєдинку програв росіянину Армену Закаряну.
Чемпіонат світу 2013
- 1/32 фіналу. Переміг Акіель Утрама (Тринідад і Тобаго) 3-0
- 1/16 фіналу. Програв Марею Акшалову (Казахстан) 0-3

Любительські досягнення
- 2008  Срібний призер юнацького чемпіонату Великої Британії у найлегшій вазі (до 51 кг).
- 2008  Бронзовий призер юнацьких Ігор Співдружності у легшій вазі (до 54 кг).
- 2009  Чемпіон Шотландії серед юнаків у напівлегкій вазі (до 57 кг).
- 2009  Срібний призер юнацького чемпіонату Великої Британії у напівлегкій вазі (до 57 кг).
- 2010  Срібний призер Ігор Співдружності у легкій вазі (до 60 кг).
- 2010  Срібний призер чемпіонату Великої Британії у легкій вазі (до 60 кг).
- 2011  Чемпіон Шотландії у легкій вазі (до 60 кг).
- 2011  Срібний призер чемпіонату Великої Британії у першій напівлегкій вазі (до 64 кг).
- 2014  Чемпіон Шотландії у першій напівлегкій вазі (до 64 кг).
- 2014  Чемпіон Ігор Співдружності у першій напівлегкій вазі (до 64 кг).

## Професійна кар'єра
Тейлор перейшов у професіонали у 2015 році, коли підписав контракт із промоутерською компанією Баррі Макгіганта «Cyclone Promotions». Його тренером став Шейн Макгігант, а дебютний бій відбувся 18 липня 2015 року, в якому нокаутував у другому раунді Арчі Веу. 
21 жовтня 2016 року переміг Дейва Раяна та здобув титул чемпіона Боксерської ради Співдружності. Протягом бою Раян двічі опинявся у нокдауні до того як був нокаутований у 7 раунді. У наступному, восьмому для себе поєдинку, Тейлор зустрівся із Альфонсо Олівейрою та вперше переміг не нокаутом.
8 липня 2017 року переміг Охару Девіса та виграв титул WBC Silver. У наступному поєдинку він переміг колишнього чемпіона світу в легкій вазі Мігеля Васкеса.
23 червня 2018 року Тейлор захищав статус офіційного пертендента на титул WBC у поєдинку із колишнім чемпіоном за цією версією Віктором Постолом. Поєдинок вийшов дуже рівним із перемінним успіхом обидвох боксерів. Постол атакував переважно на дистанції, зближаючись викидав серії, після чого знову відходив на дистанцію. Тейлору було незручно, але за рахунок більш акцентованих попадань він не віддавав ініціативу. У десятому раунді він влучно попав у скроню українця, надіславши того у нокдаун. Чемпіонські раунди також забрав британець. Судді віддали йому перемогу із рахунком 118-110, 117-110 та 119-108, що не до кінця об'єктивно відображає дійсність, яка була в поєдинку.

### Участь уWorld Boxing Super Series
30 червня 2018 року стало відомо, що Тейлор стане учасником другого сезону турніру World Boxing Super Series. Окрім нього у цьому турнірі на вибування взяли участь ще сім боксерів: Раян Мартін, Террі Фленаган, Реджис Прогрейс, Едуард Трояновський, Ентоні Їгіт, Іван Баранчик та чемпіон світу за версією WBA Кирило Реліх.
На церемонії жеребкування турніру, що відбулася у Москві, Тейлор вибрав собі у суперники на перший бій Раяна Мартіна. Бій відбувся 3 листопада у Глазго на арені SSE Hydro. Британець мав перевагу протягом усього поєдинку, яка втілилася у нокаут у 7 раунді.
Наступним суперником Тейлора став білорус Іван Баранчик, який на попередній стадії турніру переміг Ентоні Їгіта та виграв вакантний титул чемпіона за версією IBF. Цей бій пройшов 18 травня 2019 року. Тейлор працював переважно на дистанції використовуючи джеб та активну роботу ніч. В свою чергу Баранчик атакував, викидаючи багато ударів, з який велика кількість була повз ціль. У 5 раунді між боксерами відбувся розмін, в результаті якого обидва отримали розсічення. У 6 раунді Тейлор впіймав ударом суперника, відправивши його у нокдаун. Баранчик зумів підвестися, але до кінця раунду ще раз побував у нокдауні. Британець боксував першим номером, контролюючи хід поєдинку. Судді одноголосним рішенням віддали перемогу британцю: 117-109, 115-111 та 115-111. Таким чином Тейлор став новим чемпіоном світу та вийшов у фінал турніру.
У фіналі його суперником мав стати непереможний американець Реджис Прогрейс, але у нього виник конфлікт із організаторами турніру, що ставило під сумніви проведення цього бою. Після перемовин, була досягнута домовленість, що фінал відбудеться 26 жовтня 2019 року на арені О2 Арена в Лондоні. Спортсмени зустрінуться в об'єднавчому поєдинку за титули WBA (Super), IBF та The Ring.
На початку поєдинку невелику перевагу мав Прогрейс, який працював на дистанції, використовуючи швидкість рук. Тейлору поступово вдалося вирівняти хід бою, а потім і перехопити ініціативу. Він нав'язав бій на ближній дистанції, постійно пресингуючи суперника. Після екватора Прогрейс на недовго заволодів перевагою, але Тейлор знову активно включився та повернув собі ініціативу. В чемпіонських раундах Прогрейс діяв дещо краще. Судді з рахунком 114-114, 115-113 та 117-112 віддали перемогу британцю. Тейлор став об'єднаним чемпіоном, а також виграв Кубок Мухаммеда Алі. Трансляція бою у Великій Британії велася на Sky Box Office за системою Pay-per-view, її придбали 176 тисяч глядачів.

### Завоювання титулу абсолютного чемпіона
На початку 2020 року стало відомо, що Тейлор вирішив змінити промоутера та розірвав контракт із Cyclone Promotions. Боксер розпочав співпрацю із компанією Top Rank.
22 травня 2021 року в об'єднавчому бою з чемпіоном WBC та WBO Хосе Раміресом, надіславши суперника в шостому і сьомому раундах в нокдаун, здобув перемогу і став п'ятим після Бернарда Гопкінса, Джермейна Тейлора Теренса Кроуфорда і Олександра Усика абсолютним чемпіоном світу, що володіли чотирма титулами.

### Тейлор проти Лопеса
Впродовж 2022 року послідовно звільнив титули чемпіона WBA, WBC і IBF.
10 червня 2023 року зазнав першої в кар'єрі поразки від Теофімо Лопеса, втративши останній з чемпіонських титулів.

## Таблиця боїв
| 19 Перемог (13 нокаутом, 6 за рішенням суддів), 2 Поразка (0 нокаутом, 2 за рішенням суддів) |        |                      |        |              |                   |                                                        | |
| Результат                                                                                    | Рекорд | Суперник             | Спосіб | Раунд, час   | Дата              | Місце проведення                                       | Примітки |
| Поразка                                                                                      | 19–2   | Джек Кеттеролл       | UD     | 12           | 25 травня 2024    | First Direct Arena, Лідс                               | |
| Поразка                                                                                      | 19-1   | Теофімо Лопес        | UD     | 12           | 10 червня 2023    | Hulu Theater, Медісон Сквер Гарден, Нью-Йорк, Нью-Йорк | Втратив титул чемпіона WBO та The Ring у першій напівсередній вазі. |
| Перемога                                                                                     | 19–0   | Джек Кеттеролл       | SD     | 12           | 26 лютого 2022    | OVO Hydro, Глазго                                      | Захистив титули чемпіона WBA (Super), WBC, IBF, WBO та The Ring у першій напівсередній вазі.                                                                                                  |
| Перемога                                                                                     | 18–0   | Хосе Рамірес         | UD     | 12           | 22 травня 2021    | Virgin Hotels Las Vegas, Парадайз, Невада              | Захистив титули чемпіона WBA (Super), IBF та The Ring у першій напівсередній вазі. Виграв титули чемпіона WBC та WBO у першій напівсередній вазі.                                             |
| Перемога                                                                                     | 17–0   | Апінун Хонгсонг      | KO     | 1 (12); 2:41 | 26 вересня 2021   | York Hall, Лондон                                      | Захистив титули чемпіона WBA (Super), IBF та The Ring у першій напівсередній вазі. |
| Перемога                                                                                     | 16–0   | Реджис Прогрейс      | MD     | 12           | 26 жовтня 2019    | О2 Арена, Лондон                                       | Захистив титул чемпіона IBF у першій напівсередній вазі. Виграв титул чемпіона WBA (Super) та вакантний титул чемпіона The Ring у першій напівсередній вазі. World Boxing Super Series: фінал |
| Перемога                                                                                     | 15–0   | Іван Баранчик        | UD     | 12           | 18 травня 2019    | SSE Hydro, Глазго                                      | Виграв титул чемпіона IBF у першій напівсередній вазі. World Boxing Super Series: півфінал |
| Перемога                                                                                     | 14–0   | Раян Мартін          | TKO    | 7 (12); 2:21 | 3 листопада 2018  | SSE Hydro, Глазго                                      | Захистив титул чемпіона WBC Silver у першій напівсередній вазі. World Boxing Super Series: чвертьфінал                                                                                        |
| Перемога                                                                                     | 13–0   | Віктор Постол        | UD     | 12           | 23 червня 2018    | SSE Hydro, Глазго                                      | Захистив титул чемпіона WBC Silver у першій напівсередній вазі. |
| Перемога                                                                                     | 12–0   | Вінстон Кампос       | TKO    | 3 (12); 0:44 | 3 березня 2018    | SSE Hydro, Глазго                                      | Захистив титул чемпіона WBC Silver у першій напівсередній вазі. |
| Перемога                                                                                     | 11–0   | Мігель Васкес        | KO     | 9 (12); 2:30 | 11 листопада 2017 | Royal Highland Centre, Единбург                        | Захистив титул чемпіона WBC Silver у першій напівсередній вазі. |
| Перемога                                                                                     | 10–0   | Охара Девіс          | TKO    | 7 (12); 2:25 | 8 липня 2017      | Braehead Arena, Глазго                                 | Виграв титул чемпіона WBC Silver у першій напівсередній вазі. |
| Перемога                                                                                     | 9–0    | Воррен Жубер         | TKO    | 6 (12); 1:27 | 24 березня 2017   | Meadowbank Stadium, Единбург                           | |
| Перемога                                                                                     | 8–0    | Альфонсо Олівера     | UD     | 8            | 28 січня 2017     | MGM Grand Garden Arena, Парадайз, Невада               | |
| Перемога                                                                                     | 7–0    | Дейв Раян            | TKO    | 5 (12); 2:45 | 21 жовтня 2016    | Meadowbank Stadium, Единбург                           | |
| Перемога                                                                                     | 6–0    | Евінці Діксон        | RTD    | 2 (8); 3:00  | 30 липня 2016     | Барклайс-центр, Нью-Йорк                               | |
| Перемога                                                                                     | 5–0    | Мігель Альберто Мена | TKO    | 1 (6); 1:33  | 14 травня 2016    | Ice Arena Wales, Кардіфф                               | |
| Перемога                                                                                     | 4–0    | Лайс Хабі            | KO     | 2 (6); 2:40  | 27 лютого 2016    | Манчестер Арена, Манчестер                             | |
| Перемога                                                                                     | 3–0    | Даніель Мінеску      | TKO    | 1 (4); 0:45  | 20 листопада 2015 | Waterfront Hall, Белфаст                               | |
| Перемога                                                                                     | 2–0    | Адам Мейт            | TKO    | 1 (6); 1:25  | 16 жовтня 2015    | Meadowbank Stadium, Единбург                           | |
| Перемога                                                                                     | 1–0    | Арчі Веа             | TKO    | 2 (6); 1:53  | 18 липня 2015     | Don Haskins Center, Ель-Пасо, Техас                    | |

## Бої Pay-per-view
| Дата           | Суперник                  | Платформа      | Придбань трансляції | Примітки |
| -------------- | ------------------------- | -------------- | ------------------- | -------- |
| 26 жовтня 2019 | Реджис Прогрейс           | Sky Box Office | 176,000             |          |
|                | Загальна кількість продаж |                | 176,000             |          |